# Нахман Крохмаль
Нахман Крохмаль (івр. רנ״ק, 17 лютого 1785, Броди — 31 липня 1840, Тернопіль) — юдейський філософ, історик, один з основоположників юдаїстики та провідних мислителів «Гаскали» у Східній Європі.

## Життєпис
Батько — заможний торговець Шолом Крохмальник.
За тодішніми єврейськими традиціями у віці 14 років Нахмана одружили, і він оселився в сім'ї дружини в Жовкві, де провів більшу частину життя. Тут посилено зайнявся самоосвітою, вивчав мови: арамейську, латинську, німецьку, французьку, найбільший інтерес проявляв до філософії.
Після смерті дружини 1836 року повернувся до Бродів, але 1838 року через погане здоров'я переїхав до м. Тернополя, де мешкала його донька. За кілька місяців до смерті юдеї м. Берліна запропонували йому стати рабином, від чого він відмовився.
Син Абрагам Нахман (1820, Жовква — 1888, Франкфурт-на-Майні) — письменник, мислитель і публіцист.

## Основні філософські ідеї
Погляди Нахмана формувалися під впливом праць Маймоніда, із нових філософів — Канта, Шелінга і, особливо, Гегеля.
Нахман був прихильником «Гаскали», руху, який виступав за активне включення євреїв у європейське суспільство, поширення світської освіти серед них, залучення євреїв до світського життя. Нахман дуже вплинув на погляди прихильників «Гаскали», зокрема, на їхнє негативне ставлення до хасидизму.
Присвятив свої праці створенню філософської системи юдаїзму в його духовно-історичних проявах. Писав на івриті, збагативши його низкою наукових термінів, чим істотно збагатив сучасну літературу на івриті.
Головна праця Нахмана Крохмаля «Море невухей га-зман» («Наставник для тих, хто сумнівається у наш час»). Вона була видана 1851 року, уже після смерті автора. Книга лише частково присвячена суто філософським питанням. У книзі 17 глав, які об'єднані в чотири розділи: глави 1-7 — філософія релігії та історії; глави 8-11 — короткий виклад єврейської історії; глави 12-15 — аналіз єврейської літературної спадщини; глави 16 і 17 — спроба викласти основи своєї філософії, що не отримала, однак, систематичної розробки.
Нахман Крохмаль заклав основи наукової юдаїстики, оскільки одним з перших єврейських мислителів звернувся до історії «з метою пізнання нашої сутності та нашої природи».